# State of Euphoria
A State of Euphoria az Anthrax amerikai thrash metal együttes 1988 szeptemberében megjelent negyedik nagylemeze. Annak ellenére, hogy az Egyesült Államokban arany minősítést ért el, és a Billboard magazin lemezeladási listáján a 30. helyet szerezte meg, a State of Euphoria kritikai visszhangja és népszerűsége a rajongók körében messze elmarad az évek során klasszikussá vált elődjétől, az Among the Living albumtól.
Kislemezen a Make Me Laugh és a francia Trust együttes Antisocial című dalának feldolgozása jelent meg az albumról. Utóbbi dalhoz videóklip is készült, és mai napig szerves része az Anthrax élő fellépéseinek.

## Az album dalai
| 1. | Be All, End All                | 6:22 |
| 2. | Out of Sight, Out of Mind      | 5:13 |
| 3. | Make Me Laugh                  | 5:41 |
| 4. | Antisocial (Trust-feldolgozás) | 4:27 |
| 5. | Who Cares Wins                 | 7:35 |

| 6.  | Now It's Dark        | 5:34 |
| 7.  | Schism!              | 5:27 |
| 8.  | Misery Loves Company | 5:40 |
| 9.  | 13 (instrumentális)  | 0:49 |
| 10. | Finale               | 5:47 |

## Közreműködők
- Joey Belladonna – ének
- Dan Spitz – szólógitár
- Scott Ian – ritmusgitár, háttérvokál
- Frank Bello – basszusgitár, háttérvokál
- Charlie Benante – dob
- Carol Freedman – cselló (a Be All, End All dalban)